# Mitja Tavčar (igralec)
Mitja Tavčar, slovenski filmski igralec, * 5. december 1961, Šoštanj, † 1. julij 1992.

## Življenje in delo
Mitja Tavčar je najbolj znan po vlogi v mladinskem filmu Sreča na vrvici, kjer je igral poglavarja Črnega bliska. Pozneje se je ukvarjal z gostinstvom. Umrl je v prometni nesreči 1992.

## Filmske vloge
- Sreča na vrvici (rež. Jane Kavčič, 1977)